# Leucospis reversa
Leucospis reversa är en stekelart som beskrevs av Boucek 1974. Leucospis reversa ingår i släktet Leucospis och familjen Leucospidae.
Artens utbredningsområde är:
- Kongo.
- Elfenbenskusten.
- Liberia.

Inga underarter finns listade i Catalogue of Life.